# 丹瑞
丹瑞（緬甸語： Than Shwe，1933年2月2日—）是緬甸前任最高領導人，獨裁者，大將軍銜。曾獨裁統治長達19年，2011年移交權力給在議會選舉中勝出的親軍方政黨鞏發黨組成文人政府。

## 生平

### 早年岁月
丹瑞1933年2月2日出生于曼德勒省，1953年毕业于军校，最初在一支专门开展心理战的部队担任通信员。
1962年奈温将军发动军事政变，在缅甸实行军法统治之后，丹瑞开始青云直上；1977至1980年任第88步兵师指挥官，1980至1985年任东南军区司令，1985年出任陆军副总司令。
1988年奈温将军在全国示威声中黯然下台，苏貌将军接管政权，原执政党由缅甸社会主义纲领党更名为缅甸民族团结党，另成立缅甸联邦恢复法律和秩序委员会继续专政，丹瑞出任缅甸联邦恢复法律与秩序委员会委员。1990年晋升为上将，任缅甸联邦恢复法律与秩序委员会副主席、国防军副总司令、陆军总司令。

### 执政生涯
1992年丹瑞接任国防部长，同年更接替苏貌将军担任缅甸联邦國家恢復法律和秩序委員會主席、政府总理、三军总司令，成為最高領導人。1993年晋升为大将。1997年将缅甸联邦恢复法律与秩序委员会改組为国家和平与发展委员会，任国家和平与发展委员会主席、政府总理、三军总司令兼国防部长。2003年8月辞去总理兼国防部长职务，但仍掌握軍政大權。丹瑞於1992年接管軍隊之後，全面滲透緬甸的經濟層面，嚴控國家企業。為了取得以緬族為主的民眾支持，他改弦易轍，摒棄奈溫時代的「緬甸式社會主義道路」，將國家緬族化，在少數族群地區強制推行緬語和佛教至上的教育。國家軍隊則以維護領土完整為名，深入少數民族地區，徹底掌握所有的當地資源。這些政策搞得民不聊生，衝突加劇。所以從1990年代開始，大量緬甸各族年輕人湧入泰國和馬來西亞，既為了逃難，也為了求生。泰緬邊境的難民營總人數達十萬以上，許多已經是「土生土長」的第三代。民主選舉被認為其實是丹瑞領導的軍政府長達20年精心策劃與部署的結果。1990年，軍方尚未做好全面準備，因此全民聯當年的大勝出乎意料，乃不予承認。從2003年開始，緬甸就提出了《民主路線圖》，按部就班地落實選舉。丹瑞意志力強大，為了確保軍隊能在憲法的框架內繼續干政，即使緬甸在2008年5月發生了慘絕人寰的納爾吉斯颶風襲擊，死亡人數達15萬，受災人數150萬，也絲毫不受動搖，冷待歐美各國的呼籲，於災難一週後按原訂計劃舉行新憲法公投，並如期通過。
新憲法最令人矚目的內容包括：不允許任何與外國人通婚的緬甸公民出任國家元首（第59（f）條文），直接排除了已故丈夫是英國公民的翁山蘇姬出任總統的可能；把國會參眾議院25%的議席保留給軍方代表，以防民選政府輕易修改憲法（修憲須75%議員同意，而軍方還扶持前軍方人員組成的聯邦鞏固與發展黨爭取選舉議席）。所以這次選舉，全民聯競選的是440個眾議院中的330個議席，和224個參議院中的168個議席（第109和141條文），其餘議員全數由軍方委任。至於內閣成員，總統無權委任國防、內政和邊境事務三個職位，需由軍方提名的人選中磋商委任（232（b）條文）。而在國會之上，尚有一個軍人佔多數的國家安全委員會，一旦發生「威脅國安」的事件，即可接管政府。這個委員會類似泰國以軍人為主的泰國樞密院，可以將緬甸政府置於軍方掌控之內。
2008年之後，奈比多和各族叛軍逐步達成協議，釋出政經利益逐個收編；談判破裂則製造對方的內部分裂挫其銳氣，確保將來選舉之後，緬軍依然能夠在各邦垂簾聽政。直到2013年，聯合國或歐盟委派的官員就算取得奈比多外交部和總統登盛的信函，去到少數民族地區時往往仍然無法順利視察當地的局勢，必須等到地方上軍方點頭方能行事。由此軍方的影響力可見一斑。

### 退休生活
2011年3月30日，一名缅甸官员透露军政府最高领导人丹瑞和副主席貌埃当天退休，下令解散了国家和平与发展委员会（军政府），将政权移交給在議會選舉中勝出的親軍方政黨鞏發黨組成文人政府。4月4日，缅甸官方正式宣布，统治国家19年的强人丹瑞將會卸下军事领导人的职位，移交權力于总统登盛及三軍統帥敏昂來。
2015年，丹瑞表態支持翁山蘇姬作為緬甸實質最高領導人。
因為丹瑞是心戰專家背景，行事一向莫測高深也從不多言，永遠使人猜不透真正的動機。目前國際社會尚不清楚丹瑞是否仍有直接控制緬甸軍方的權力，但顯然其對軍方的某些派系確實仍能施加影響。
曾經有匿名消息來源向異議刊物《伊洛瓦底雜誌》透露，緬甸戰情辦公室仍然將註記「機密」及「極機密」的報告送呈丹瑞。這位消息人士表示，「戰情辦公室完全無必要將機密報告送呈退休將領，現在不但繼續呈，而且還註明送呈『丹瑞大將』」。丹瑞目前已無軍事頭銜，戰情辦公室卻仍稱其為「大將」，是否另具意義頗耐人尋味。
另外，美國聖地牙哥大學可視中心兼職教授兀溫指稱，根據對奈比多丹瑞官邸附近衛星空照圖的研究，他相信緬甸在朝鮮協助之下為軍政府領導人興建的地下碉堡應已完成，而其中一個地堡的入口就設在離丹瑞官邸大約六英里的地方。兀溫表示，根據空照圖，丹瑞官邸位處重要的戰略位置，在通往丹瑞官邸的路上也有一處直升機停機坪，可以迅速將他送往地堡。另外，距離丹瑞官邸一英里處的一個村莊也已經被軍事單位取代。

## 担任职务
丹瑞1953年毕业于军校，先后担任营长、副师长、师长、军区司令、陆军副总参谋长等职。1988年缅甸军方接管政权后，出任「国家恢复法律与秩序委员会」委员。1989年任三军副总司令兼陆军司令。1990年晋升上将，1992年任国防部长，同年出任「国家恢复法律与秩序委员会」主席兼总理。1993年晋升大将。1997年改任「国家和平与发展委员会」主席。2003年辞去总理职务。